# Wincenty Żarski
Wincenty Józef Żarski, ps. „Jerzy Ładnowski” (ur. 5 kwietnia 1901 w Goszczanowie, zm. 30 października 1915 w Kuklach) – kapral Legionów Polskich, działacz niepodległościowy, kawaler Orderu Virtuti Militari.

## Życiorys
Urodził się 5 kwietnia 1901 roku w Goszczanowie, w ówczesnym powiecie tureckim guberni kaliskiej, w rodzinie Leona i Jadwigi z Dudkiewiczów. Ukończył cztery klasy w Męskim Gimnazjum Klasycznym w Kaliszu. Od 1913 roku był członkiem drużyny skautowej. W roku szkolnym 1914/15 uczęszczał do klasy piątej Szkoły Zgromadzenia Kupców w Łodzi.
5 sierpnia 1915 roku wstąpił do Legionów Polskich, gdzie otrzymał przydział do 6. kompanii II batalionu 6 pułku piechoty. 26 września 1915 otrzymał awans na stopień kaprala. Wykazał się podczas walk w dniach 24–25 października 1915 roku w okolicy wsi Kukle i folwarku Kopne położonymi na Wołyniu, podczas których doszło w nocy do walki wręcz z oddziałami rosyjskimi. Został ranny podczas tej potyczki; zmarł następnego dnia, w drodze do szpitala w Maniewiczach. Pochowany na cmentarzu we wsi Kukle.

W kilkakrotnej nocnej walce na bagnety dnia 25 X 1915 r. o Kopne kapral Żarski brał udział. Pomimo bardzo młodego wieku, a mianowicie 14 lat, spisywał się bardzo dzielnie. Dwukrotnie ranny, pozostał w zdobytych okopach rosyjskich, odbitych nam następnie przez Rosjan, a dopiero po powtórnym ich zdobyciu następnego dnia, przeniesiony na punkt opatrunkowy, umarł z ran 30 października 1915 w Kuklach.

Autorzy monografii 6 pułku piechoty opublikowali wiersz Cieniom mego syna napisany 7 marca 1925 roku przez Leona Żarskiego.

## Ordery i odznaczenia
Wszystkie ordery i odznaczenia otrzymał pośmiertnie:
- Krzyż Srebrny Orderu Wojskowego Virtuti Militari nr 6425 – 17 maja 1922[10][11][3]
- Krzyż Niepodległości – 22 grudnia 1931 „za pracę w dziele odzyskania niepodległości”[12][4][3]
- Krzyż Walecznych czterokrotnie nr 47701 – 1922[13][14][15]
- Krzyż Pamiątkowy 6 pułku piechoty Legionów Polskich[16]
- Srebrny Medal Waleczności 1. klasy[17][14]